# 雪山トンネル

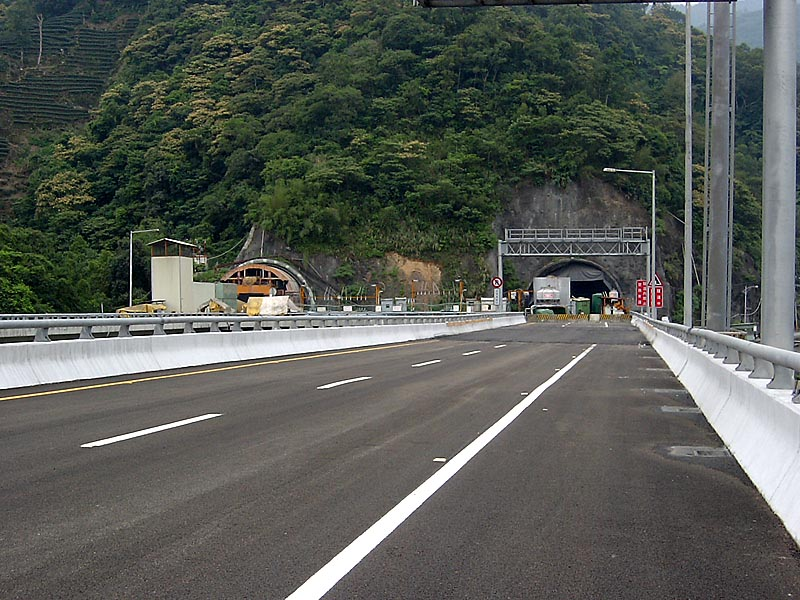
工事中の雪山トンネル
（2002年9月29日 台北縣坪林鄉）

雪山トンネル（せつざんトンネル）、公式名称は雪山隧道（せつざんずいどう、英語：Hsuehshan Tunnel、通用ピンイン：Syǔeshān sùeidào）は、台湾にある北宜高速公路のトンネル。全長は12.9 kmで、高速道路用トンネルとしては台湾一、世界第5位の長さである。1991年7月に着工し、2004年9月14日に上下線が貫通した。

## 概要
雪山山脈を貫通するこのトンネルの掘削は、断層が98箇所、湧水が32箇所と伝えられる地盤が悪い地域を通過するため、13年に渡る難工事となった。北宜高速公路の全長31 kmのうち、12.9 kmをこのトンネルが占める。
2006年6月16日13時(UTC+8)の開通式により正式に開通し、小型自動車のみ通過可能となった。2007年11月15日から、高速バスと貸切バスなど大型乗合自動車も通行できるようになり、台北市内と宜蘭県方面（宜蘭駅・羅東駅など）などを結ぶ高速バスが高頻度で運行され、遠回りとなる鉄道（東部幹線）と比べたこの区間の利便性が大幅に向上している。

## 交通規制
山が多い台湾においても、10 km以上の自動車用トンネルを供用することは初めてのことであり、安全のため他の高速道路用トンネルと比べて厳格な規制が敷かれている。開業当時にトンネル区間は最低速度50 km/h、最高速度70 km/hの速度規制がされ、さらに、車間距離は50 m（バスは100 m）以上、渋滞（20 km/h以下）でも20 m以上の車間規制がされている。
トンネルには、レーダーによる速度検知器が上下線に各4機設置されている。開通当初は速度規制が厳格に運用され、たとえ71 km/hであっても取締りが行われた。このため、多くの車は60 km/h以下の低速で走行し、渋滞の原因となった。さらに、2006年9月16日に頭城料金所（本線料金所）での料金徴収開始により、トンネル内の渋滞がさらに悪化する可能性があった。そこで台湾の交通部（国土交通省に相当）は料金所の開設日より運用を変更し、一般の高速道路と同様の10 km/hの超過を認め、81 km/h以上について取締りを行うと発表した。
2008年3月16日からトンネル区間の最高速度は80 km/h、最低速度は50 km/hとなったが、交通量の増加に伴って渋滞が目立ち始めた一方、心配された追突や火災などの事故発生が無いことから更に速度範囲が引き上げられ、2010年4月現在は「取り締まり対象は90 km/h以上、または60 km/h以下」と公表されている。
なお、最低速度違反は当然のことながら渋滞、事故、故障の場合にはこの限りではない。
安全の見地から、当面の間、通行が認められるのは小型自動車のみであったが、2007年11月15日から、高速バスと貸切バスなど大型乗合自動車が通行可能となった。ただ、小型自動車より厳しい安全基準が設けられ、消火器の設置、非常ドアの作動、乗客への非常時の対処法説明（ビデオ放映）などにつき、抜き打ちでチェックが行われることもある。トラックは引き続き、通行禁止である。